# Kim Dong-hwa
김, 동화
Kim Dong-hwa (김, 동화), né le 10 novembre 1950 à Séoul (Corée du Sud), est un auteur sud-coréen de bandes dessinées. Il a commencé sa carrière en 1975 avec Mon Firmament,,.

## Biographie
Kim Dong-hwa apprend la bande dessinée auprès d'auteurs coréens. En 1975 paraît sa première œuvre, Mon ciel bleu. Il se spécialise dans le genre sunjung (équivalent du shôjo). Puis il rédige des contes. Dans les années 1990, il porte son intérêt vers des récits pour lectorat adulte et ce sont ces narrations qui le font connaître au public francophone à partir de 2005.
D'après Patrick Gaumer, spécialiste de la bande dessinée, « Kim Dong-hwa figure désormais parmi les grands représentants du manhwa coréen ».

## Publications
- La Bicyclette Rouge[5] (série en 4 volumes, de 2005 à 2009, chez Paquet, Grand Prix de l'ACBD).
- Histoire couleur terre[6] (série complète, en trois volumes, de 2006 à 2007). Dans un petit village de Corée, la veuve Namwon et sa fille Iwha vivent au milieu de villageois, dont les comportements amoureux sont décrits avec humour.
- Histoires de Kisaeng (série en 3 volumes, de 2007 à 2010).
- La Mal Aimée (un seul volume, 2008).
- Les Nourritures de l'âme (un seul volume, 2008).
- Nuits de noces[7] (un seul volume, 2013).